# Saint-Jacques-d'Ambur
Saint-Jacques-d'Ambur é uma comuna francesa na região administrativa de Auvérnia-Ródano-Alpes, no departamento Puy-de-Dôme. Estende-se por uma área de 21 km². Em 2010 a comuna tinha 283 habitantes (densidade: 13,5 hab./km²).